# 114
114. је била проста година.

## Догађаји
- Почиње изградња Трајанове капије у Беневенту.
- Краљевство Осроена постаје вазално краљевство Римског царства.
- Цар Трајан побеђује Парте и осваја Јерменију и северну Месопотамију.
- Споменик Филопапу, принцу у изгнанству старе Комагене (тампон-држава између Рима и Партије) подигнут је у Атини.
- Промена на месту епископа Византиона, уместо епископа Седецкона долази епископ Диоген.